# Alessandro Tassoni
Alessandro Tassoni (født 28. september 1565 i Modena, død 25. april 1635 sammesteds) var en italiensk digter.
Efter studier i Bologna og Ferrara rejste han til Rom, hvor han trådte i tjeneste hos kardinal Colonna. Med denne boede han en tid i Spanien. Senere tjente han i en årrække hertug Carlo Emanuele og dennes søn kardinal Maurizio. Men hans frimodige udtalelser om de fremmede herskere i landet skabte ham mange fjender ved hoffet, og 1622 trak han sig tilbage. Han levede nu 4 år uafhængig i Rom, optaget af sine studier. Senere trådte han i kardinal Ludovisis tjeneste, og efter dennes død rejste han til Modena, hvor han boede til sin død. I 1622 udkom i Paris det vittige satiriske epos La secchia rapita, som Tassoni frem for alt skylder sit ry. Digtet er skrevet i oktaverim og består af 12 sange. Det har som udgangspunkt en historisk begivenhed, da virkelig beboerne i Modena, efter slaget ved Zappolino 1325, som sejerstrofæ fra bologneserne hjembragte en træspand. Men historisk er ikke den frygtelige krig, som Tassoni lader følge heraf og hele hans burleske og fantastiske fremstilling med indblanding af de gamle guder og reminiscenser fra Homer, Virgil og Ariosto. I virkeligheden er hele digtet en skarp samfundssatire, hvori de forskellige personer var let kendelige for samtiden; desuden er digtet en parodi på de mange dårlige efterligninger af Ariostos og Tassos epos. "La secchia rapita" gjorde stor lykke, er udgivet mangfoldige gange, således af Carducci (1861) i Firenze og oversattes på flere sprog; til fransk af Pierre Perrault (1678), til tysk af Paul Ludolf Kritz (1832). I Pensieri diversi (1601) rettede Tassoni kætterske angreb på Homers og Aristoteles' autoritet og forsøgte langt tidligere end Perrault i Frankrig at hævde sin samtids overlegenhed overfor de gamle forfattere, både hvad kunst og videnskab angik. I Considerazioni sopra le rime di Petrarca (1609) angreb han det afguderi, som samtiden drev med Lauras sanger, og i Filippiche (1615) og Manifesto rettede han et voldsomt angreb på de fremmede undertrykkere af hans fædreland.